# Thraulodes lepidus
Thraulodes lepidus är en dagsländeart som först beskrevs av Eaton 1884.  Thraulodes lepidus ingår i släktet Thraulodes och familjen starrdagsländor. Inga underarter finns listade i Catalogue of Life.